# Bourgougnague
Bourgougnague település Franciaországban, Lot-et-Garonne megyében. Lakosainak száma 289 fő (2022. január 1.). Bourgougnague Eymet, Lavergne, Agnac, Lauzun, Saint-Colomb-de-Lauzun és Saint-Pardoux-Isaac községekkel határos.

## Népesség
A település népességének változása:
| Lakosok száma | 239  | 254  | 256  | 272  | 260  | 299  | 321  | 328  | 316  | 289  |
|               | 1968 | 1982 | 1990 | 2006 | 2013 | 2015 | 2017 | 2019 | 2020 | 2022 |